# Ayoub Blomberg
Ayoub el Baraka Blomberg (24 marzo 1992) è un giocatore di calcio a 5 e calciatore norvegese, pivot del Vestli.

## Caratteristiche tecniche
Blomberg è un pivot od un universale dotato di creatività, dribbling ed un tiro potente.

## Carriera
Blomberg ha giocato a calcio a 5 per l'Oppsal dal 2007 al 2012. Attivo anche nel calcio, ha militato nelle giovanili del Romsås ed in quelle del Grorud. Per quanto concerne quest'ultima attività, nel 2013 ha giocato per la prima squadra del Rommen, in 4. divisjon. In Norvegia, infatti, i campionati di calcio a 5 cominciano al termine delle stagioni calcistiche, rendendo compatibile dunque l'impiego in entrambi gli sport.
Nel 2014 ha fatto ritorno al Romsås, in 3. divisjon. La squadra è retrocessa al termine di quella stessa annata. Ha partecipato con la Nazionale AMF della Norvegia al campionato mondiale 2015. A dicembre 2015 è passato dal Vestli al Veitvet, compagine di calcio a 5 militante in 1. divisjon.
Nel campionato 2016 è stato in forza all'Aurskog/Finstadbru, in 5. divisjon. L'anno successivo ha fatto ritorno al Romsås, in 4. divisjon.
Il 13 luglio 2017 viene ufficialmente tesserato dal Canosa, formazione italiana militante in Serie B. Il 15 novembre successivo è stato convocato dal commissario tecnico della Norvegia Sergio Gargelli per la Nordic Futsal Cup 2017.
Blomberg ha esordito in Nazionale nel corso della manifestazione. Al termine del torneo, ha lasciato il Canosa per far ritorno al Veitvet.
In vista del campionato 2018-2019, è passato all'Hulløy.

## Statistiche

### Presenze e reti nei club
Statistiche aggiornate al 23 novembre 2018.
| Stagione      | Club               | Campionato    | Campionato | Campionato | Coppe nazionali | Coppe nazionali | Coppe nazionali | Coppe continentali | Coppe continentali | Coppe continentali | Supercoppe | Supercoppe | Supercoppe | Totale | Totale |
| Stagione      | Club               | Comp          | Pres       | Reti       | Comp            | Pres            | Reti            | Comp               | Pres               | Reti               | Comp       | Pres       | Reti       | Pres   | Reti   |
| ------------- | ------------------ | ------------- | ---------- | ---------- | --------------- | --------------- | --------------- | ------------------ | ------------------ | ------------------ | ---------- | ---------- | ---------- | ------ | ------ |
| 2013          | Rommen             | 4D            | ?          | ?          | -               | -               | -               | -                  | -                  | -                  | -          | -          | -          | ?      | ?      |
| 2014          | Romsås             | 3D            | ?          | ?          | CN              | ?               | ?               | -                  | -                  | -                  | -          | -          | -          | ?      | ?      |
| 2015          | Romsås             | 4D            | ?          | ?          | CN              | ?               | ?               | -                  | -                  | -                  | -          | -          | -          | ?      | ?      |
| 2016          | Aurskog/Finstadbru | 5D            | ?          | ?          | -               | -               | -               | -                  | -                  | -                  | -          | -          | -          | ?      | ?      |
| 2017          | Romsås             | 4D            | ?          | ?          | CN              | ?               | ?               | -                  | -                  | -                  | -          | -          | -          | ?      | ?      |
| 2018          | Romsås             | 4D            | ?          | ?          | CN              | ?               | ?               | -                  | -                  | -                  | -          | -          | -          | ?      | ?      |
| Totale Romsås | Totale Romsås      | Totale Romsås | ?          | ?          |                 | -               | -               |                    | -                  | -                  |            | -          | -          | ?      | ?      |
| Totale        | Totale             | Totale        | ?          | ?          |                 | ?               | ?               |                    | -                  | -                  |            | -          | -          | ?      | ?      |